# کالانسی، ساسکاچوان
کالانسی، ساسکاچوان (به انگلیسی: Colonsay, Saskatchewan) یک منطقهٔ مسکونی در کانادا است که در ساسکاچوان واقع شده‌است. کالانسی ۴۷۵ نفر جمعیت دارد.